# Smilodon fatalis
Smilodon fatalis – wymarły gatunek drapieżnego ssaka z rodziny kotowatych, prawdopodobnie najbardziej poznany przedstawiciel szablastozębnych machajrodonów.

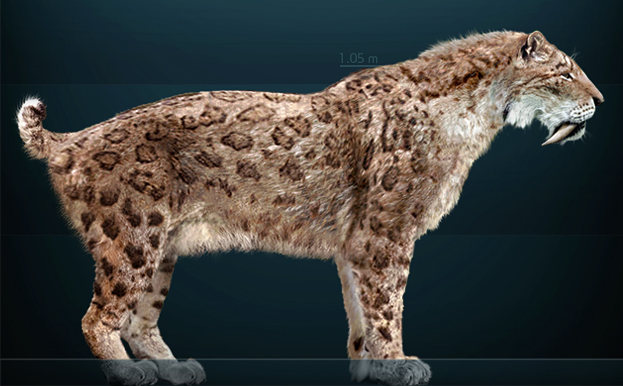
Rekonstrukcja wyglądu Smilodon fatalis

Pojawił się w Ameryce Północnej około 1,6 miliona lat temu, skąd przeniósł się na południe kontynentu, aż do Peru. Wyginął ok. 11 tysięcy lat temu.